# Impozit civic
Impozitul civic este un impozit indirect suportat de către agentul economic care își propune să doneze voluntar o parte din profitul său către una sau mai multe cauze sociale. Impozitul civic nu este un impozit obligatoriu. Este o decizie matură a agenților economici de a contribui la dezvoltarea socială.